# 德帕尔普尔
德帕尔普尔（Depalpur），是印度中央邦Indore县的一个城镇。总人口15200（2001年）。

## 人口
该地2001年总人口15200人，其中男性7787人，女性7413人；0—6岁人口2471人，其中男1283人，女1188人；识字率57.26%，其中男性为68.68%，女性为45.27%。